# Discografia dei The Vaselines
La discografia dei The Vaselines va dal 1988 ai giorni d'oggi. Con due album studio, uno live, tre raccolte e due EP.

## Album

### Album in studio
| Titolo        | Dettagli                                                                                         |
| ------------- | ------------------------------------------------------------------------------------------------ |
| Dum-Dum       | - Data di pubblicazione: 1989 - Etichetta: 53rd & 3rd - Produttori: Jamie Watson e The Vaselines |
| Sex with an X | - Data di pubblicazione: 14 settembre 2010 - Etichetta: Sub Pop - Produttori: Jamie Watson       |

### Album dal vivo
| Titolo                                                               | Dettagli |
| -------------------------------------------------------------------- | --- |
| The Vaselines/Beat Happening - Recorded Live In London, England 1988 | - Data di pubblicazione: 1991 - Etichetta: K Records - Produttori: Jamie Watson, Stephan Pastel e The Vaselines |

### Raccolte
| Titolo                                       | Dettagli |
| -------------------------------------------- | --- |
| The Way of The Vaselines: A Complete History | - Data di pubblicazione: 1º maggio 1992 - Etichetta: Sub Pop - Produttori: Jamie Watson, Stephan Pastel e The Vaselines           |
| All the Stuff and More...                    | - Data di pubblicazione: 25 agosto 2003 - Etichetta: Avalanche Records - Produttori: Jamie Watson, Stephan Pastel e The Vaselines |
| Enter The Vaselines                          | - Data di pubblicazione: 5 maggio 2009 - Etichetta: Sub Pop - Produttori: Jamie Watson, Stephan Pastel e The Vaselines            |

## Extended play
| Titolo       | Dettagli                                                                                               |
| ------------ | --- |
| Son of a Gun | - Data di pubblicazione: 1987 - Etichetta: 53rd & 3rd - Produttori: Jamie Watson e The Vaselines       |
| Dying for It | - Data di pubblicazione: marzo 1988 - Etichetta: 53rd & 3rd - Produttori: Jamie Watson e The Vaselines |

## Singoli
| Titolo          | Dettagli                                                                                                |
| --------------- | --- |
| I Hate The 80's | - Data di pubblicazione: 10 giugno 2010 - Etichetta: Sub Pop - Produttori: Jamie Watson e The Vaselines |
| Sex with an X   | - Data di pubblicazione: 24 agosto 2010 - Etichetta: Sub Pop - Produttori: Jamie Watson e The Vaselines |